# باتريك تشن
باتريك تشن (بالإنجليزية: Patrick Chan) (و. 1990  م) هو متزلج فني، من كندا، ولد في أوتوا، شارك في الألعاب الأولمبية الشتوية 2010، وألعاب أولمبية شتوية 2018، وFigure skating at the 2014 Winter Olympics – Team event ‏، والألعاب الأولمبية الشتوية 2014، والتزلج الفني على الجليد في الألعاب الأولمبية الشتوية 2018 - منافسة الفرق ‏.

## التعليم
تعلم في École secondaire Étienne-Brûlé ‏.

## روابط خارجية
- باتريك تشن على موقع الاتحاد الدولي للتزلج (الإنجليزية)
- باتريك تشن على موقع اللجنة الأولمبية الدولية (الإنجليزية)
- باتريك تشن على موقع أوليمبيديا (الإنجليزية)
- باتريك تشن على موقع اللجنة الأولمبية الكندية (الإنجليزية)